# Ladislav Rygl (1947–2024)
Ladislav Rygl (ur. 16 lipca 1947 w Polubný, zm. 30 listopada 2024) – czechosłowacki kombinator norweski, złoty medalista mistrzostw świata.

## Kariera
W 1968 roku wystartował na igrzyskach olimpijskich w Grenoble, gdzie uzyskał osiemnasty wynik na skoczni, a w biegu był czternasty, co ostatecznie dało mu szesnastą pozycję. Dwa lata później, podczas mistrzostw świata w Wysokich Tatrach osiągnął największy sukces w swojej karierze, zdobywając złoty medal. W skokach Rygl był dziewiąty, jednak w biegu okazał się najlepszy i sięgnął po zwycięstwo w całych zawodach. Na podium wyprzedził dwóch reprezentantów ZSRR: Nikołaja Nogowicyna i Wiaczesława Driagina. Wystąpił także na igrzyskach olimpijskich w Sapporo w 1972 roku, ale rywalizację ukończył dopiero na 26. pozycji.
W 1970 roku został wybrany sportowcem roku w Czechosłowacji. Jego syn Ladislav Rygl również był kombinatorem norweskim.

## Osiągnięcia

### Igrzyska olimpijskie
| Miejsce | Dzień     | Rok  | Miejscowość | Konkurencja              | Wynik zwycięzcy | Strata      | Zwycięzca      |
| ------- | --------- | ---- | ----------- | ------------------------ | --------------- | ----------- | -------------- |
| 16.     | 12 lutego | 1968 | Grenoble    | Skocznia normalna/15 km  | 449,04 pkt      | -41,76 pkt  | Franz Keller   |
| 26.     | 5 lutego  | 1972 | Sapporo     | Indywidualnie K-90/15 km | 413,340 pkt     | -57,585 pkt | Ulrich Wehling |

### Mistrzostwa świata
| Miejsce | Dzień     | Rok  | Miejscowość   | Konkurencja              | Wynik zwycięzcy | Strata | Zwycięzca |
| ------- | --------- | ---- | ------------- | ------------------------ | --------------- | ------ | --------- |
| 1.      | 14 lutego | 1970 | Wysokie Tatry | Indywidualnie K-90/15 km | 410,50 pkt      | -      | -         |